# Trinquet de la Pobla de Vallbona
El Trinquet Municipal de la Pobla de Vallbona, també anomenat Miquel Canya I, és el trinquet de capçalera de la Pobla de Vallbona (Camp de Túria, País Valencià).
Inaugurat el 1968 per iniciativa de l'empresari i pilotari local Miquel Balaguer Canya, va mantindre activa la pràctica de la pilota valenciana durant 37 anys, període en què jugaren a la Pobla importants pilotaires professionals. El 2005 va tancar les portes, moment en què l'ajuntament l'arrendà durant 15 anys, invertí 80.000€ a remodelar-ne les instal·lacions i el reobrí el 21 de gener de 2007.
Les reduïdes dimensions (54,26 x 9,05 metres) del recinte fan que la pràctica de la pilota, principalment escala i corda i galotxa, siga ràpida i vistosa. Es tracta d'un trinquet descobert, amb una galeria al dau de major capacitat que la del rest, de manera que és complicat acabar el "quinze" en aquest racó. També compta amb una galeria lateral a la part de l'escala, dues llotgetes al dau (amb una capacitat total estimada de 100 places), una cafeteria i vestidors.
El Trinquet de la Pobla de Vallbona organitza partides setmanals de professionals el dilluns. També és seu de partides del Circuit Bancaixa d'Escala i Corda.